# Gastón Mazzacane
Pour les articles homonymes, voir Mazzacane.
Gastón Mazzacane, né le 8 mai 1975 à La Plata, est un pilote automobile argentin, qui a notamment disputé 21 Grands Prix de Formule 1 entre 2000 et 2001 pour Minardi et Prost.

## Biographie
Gastón Mazzacane fait ses débuts en karting en 1989, dans un championnat régional. Ses bons résultats lui permettent de progresser rapidement au niveau national, puis de faire ses débuts en monoplace en 1993. Sacré vice-champion de Formule 3 sudaméricaine cette année-là, il part en Italie en 1994, gagner le championnat d'Italie de Formule 2000. Il passe ensuite dans le championnat d'Italie de Formule 3, l'année suivante, où il ne termine que 17e. Ses partenaires financiers lui permettent de rejoindre la Formule 3000 en 1996. Il y restera trois années, pour seulement deux points marqués en 1998. L'année suivante, il part en endurance, dans le Championnat FIA des voitures de sport, où il retrouve la victoire, en s'imposant à Magny-Cours.

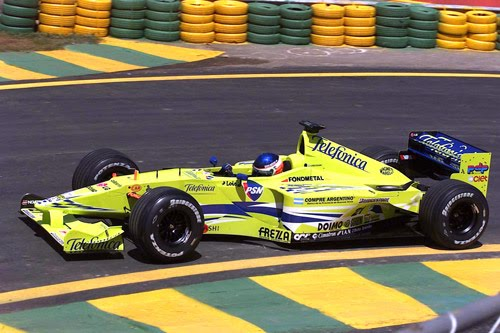
Mazzacane lors du Grand Prix de Brésil 2000.

Pilote de réserve de la Scuderia Minardi en Formule 1 en 1999, il devient titulaire et fait ses débuts en Grand Prix en 2000 avec cette même équipe. Son meilleur résultat est une huitième place au Grand Prix d'Europe. Grâce à son partenaire principal, Panamerican Sports Network (PSN), il rejoint Prost Grand Prix pour la saison 2001. Toutefois, après seulement quatre courses avec l'équipe française, il est limogé, faute de bonnes performances. Sans volant, il est signé par Phoenix Finance, un consortium tentant de racheter Prost GP en liquidation judiciaire, pour la saison 2002, mais le projet n'aboutit pas et Mazzacane reste sur la touche.
Après trois ans sans compétition, il fait son retour en Champ Car en 2004, pour participer à dix des quatorze courses de la saison. Son meilleur résultat est une sixième place à Toronto. À partir de 2006, il retourne chez lui en Argentine, pour participer à des courses de voitures de tourisme ou de camions. Depuis 2009, il participe au Turismo Carretera. Il y décroche son premier podium en 2016. Son meilleur résultat au classement général est une cinquième place, obtenue en 2017.
Il est le plus récent pilote argentin en Formule 1 mais il est plus connu en tant que « pilote payant ». Il commence sa carrière en 1999 en tant que pilote d'essai pour la Scuderia Minardi puis, fin février 2000, est annoncé comme pilote-titulaire et coéquipier de Marc Gené. Si, pour sa première course, au Grand Prix d'Australie, il casse sa boîte de vitesses, il se rattrape au Brésil avec une 10e place. Il devance son coéquipier durant les qualifications à Imola, ce qu'il accomplira quatre fois encore durant la saison. Le Grand Prix allemand se passe relativement bien : après avoir devancé son coéquipier en qualifications, il ne fait pas d'erreur lors de la course et termine 11e. Au total il termine onze des dix-sept courses et se classe troisième des pilotes ayant parcouru le plus de kilomètres.
Début 2001, Mazzacane est testé chez Arrows mais arrive finalement chez Prost Grand Prix pour remplacer Nick Heidfeld parti chez Sauber. Toutefois, le Grand Prix de Saint-Marin 2001 sera sa dernière course en Formule 1. Alain Prost le limoge à l'aide d'une clause de performance dans son contrat et la place vacante sera comblée par Luciano Burti, récemment licencié de Jaguar Racing.

## Résultats en compétition automobile

### Avant la Formule 1
- 1989-1991 : Karting
- 1992 : Club Argentino de Pilotos, 4e sur Datsun 280ZX
- 1993 : Formule 3 sudaméricaine, 2e (cinq victoires)
- 1994 : Championnat d'Italie de Formule 2000, Champion (trois victoires)
- 1995 : Championnat d'Italie de Formule 3, 17e
- 1996 : Formule 3000, non classé
- 1997 : Formule 3000, non classé
- 1998 : Formule 3000, 21e
- 1999 : Championnat FIA des voitures de sport, 10e (une victoire)
  - Formule 1, pilote essayeur chez Minardi

### Résultats en championnat du monde de Formule 1
| Saison | Écurie                       | Châssis | Moteur        | Pneus       | GP disputés | Points inscrits | Classement |
| ------ | ---------------------------- | ------- | ------------- | ----------- | ----------- | --------------- | ---------- |
| 2000   | Telefónica Minardi Fondmetal | M02     | Fondmetal V10 | Bridgestone | 17          | 0               | n.c.       |
| 2001   | Prost Acer                   | AP04    | Acer V10      | Michelin    | 4           | 0               | n.c.       |

| Année | Écurie                       | Châssis     | Moteur        | 1        | 2      | 3        | 4        | 5      | 6     | 7        | 8      | 9        | 10     | 11     | 12       | 13     | 14     | 15       | 16     | 17     | Classement | Points |
| ----- | ---------------------------- | ----------- | ------------- | -------- | ------ | -------- | -------- | ------ | ----- | -------- | ------ | -------- | ------ | ------ | -------- | ------ | ------ | -------- | ------ | ------ | ---------- | ------ |
| 2000  | Telefónica Minardi Fondmetal | Minardi M02 | Fondmetal V10 | AUS Abd. | BRA 10 | SMR 13   | GBR 15   | ESP 15 | EUR 8 | MON Abd. | CAN 12 | FRA Abd. | AUT 12 | GER 11 | HUN Abd. | BEL 17 | ITA 10 | USA Abd. | JPN 15 | MAL 13 | NC         | 0      |
| 2001  | Prost Acer                   | Prost AP04  | Acer V10      | AUS Abd. | MAL 12 | BRA Abd. | SMR Abd. | ESP    | AUT   | MON      | CAN    | EUR      | FRA    | GBR    | GER      | HUN    | BEL    | ITA      | USA    | JPN    | 25e        | 0      |

### Après la Formule 1
- 2004 : Champ Car, 17e
- 2006 : Top Race V6 Argentine, 43e
- 2007 : Top Race V6 Argentine, 26e
  - 24 Heures de Daytona, 58e
- 2008 : Top Race V6 Argentine, 24e
  - Formula Truck, 13e
  - FIA GT, non classé (quatre courses)
- 2009 : Top Race V6 Argentine, 20e
  - Formula Truck, 23e
  - Turismo Carretera, 55e
- 2010 : Top Race V6 Argentine, 29e
  - En 2015.Turismo Carretera, 51e
- 2011 : Turismo Carretera, 47e
- 2012 : Turismo Carretera, 41e
- 2013 : Turismo Carretera, 42e
- 2014 : Turismo Carretera, 36e
- 2015 : Turismo Carretera, 29e

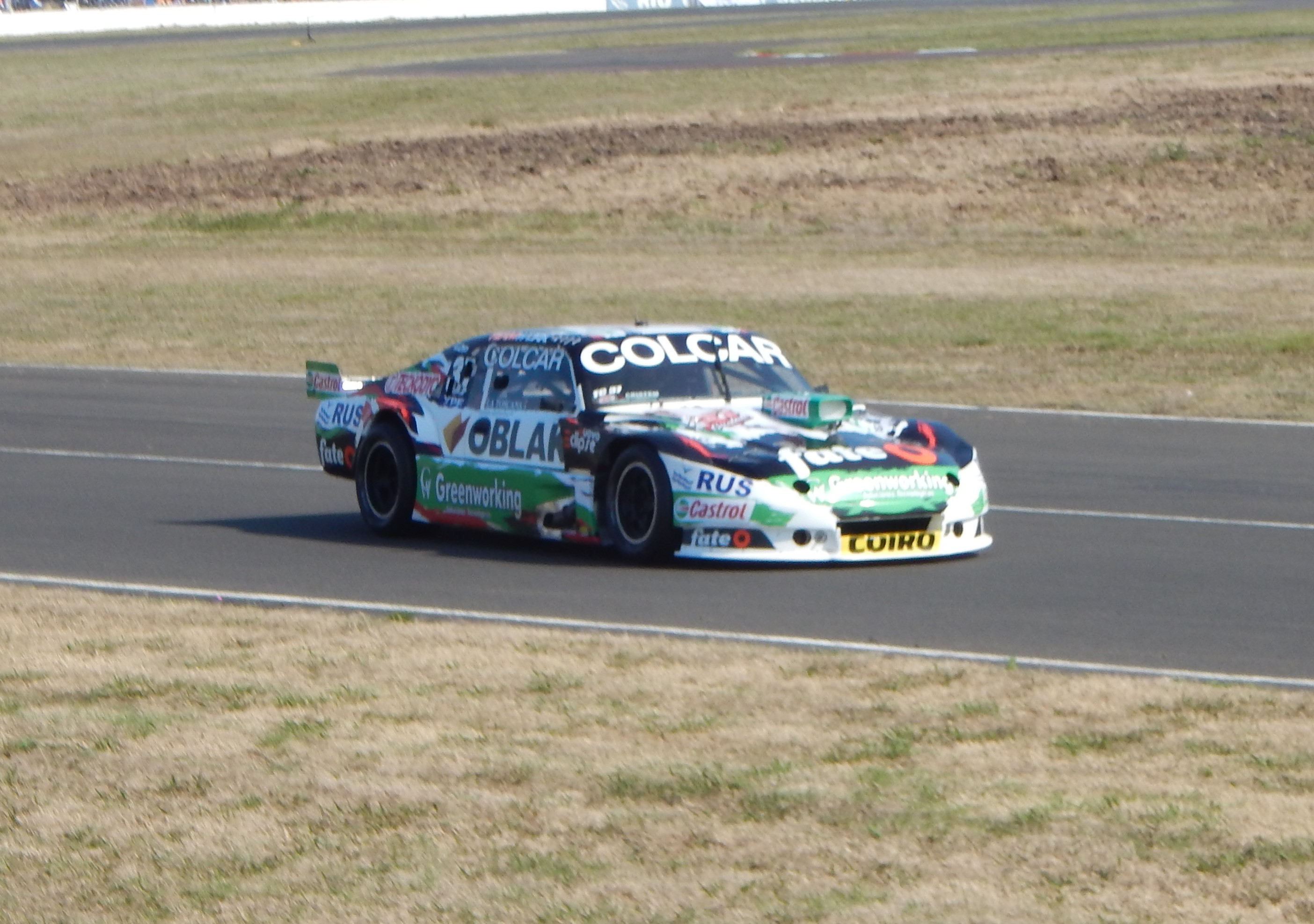
En 2015.

- 2016 : Turismo Carretera, 10e (un podium)
- 2017 : Turismo Carretera, 5e (quatre podiums)